# Scaphyglottis leucantha
Scaphyglottis leucantha är en orkidéart som beskrevs av Heinrich Gustav Reichenbach. Scaphyglottis leucantha ingår i släktet Scaphyglottis och familjen orkidéer. Inga underarter finns listade i Catalogue of Life.